# Varazze
Varazze is een gemeente in de Italiaanse provincie Savona (regio Ligurië) en telt 13.400 inwoners (31-12-13). De oppervlakte bedraagt 48,0 km², de bevolkingsdichtheid is 279 inwoners per km².
De volgende frazioni maken deel uit van de gemeente: Alpicella, Cantalupo, Casanova, Castagnabuona, Deserto, Faje, Invrea en Pero.

## Geografie
De gemeente ligt op ongeveer 5 m boven zeeniveau.
Varazze grenst aan de volgende gemeenten: Celle Ligure, Cogoleto (GE), Sassello en Stella.

## Geboren in Varazze
Jacobus de Voragine, auteur van de Legenda Aurea.

## Galerij

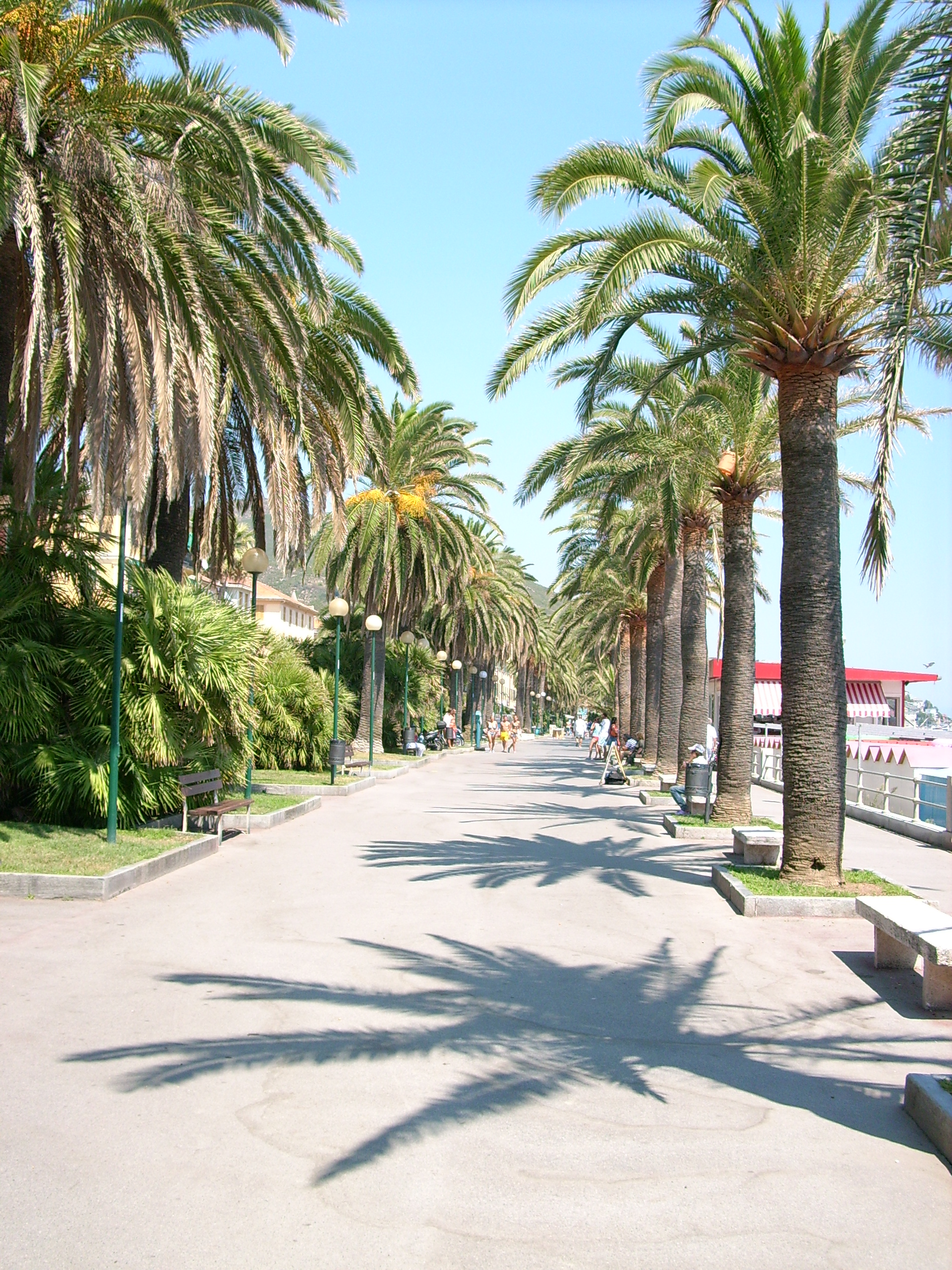
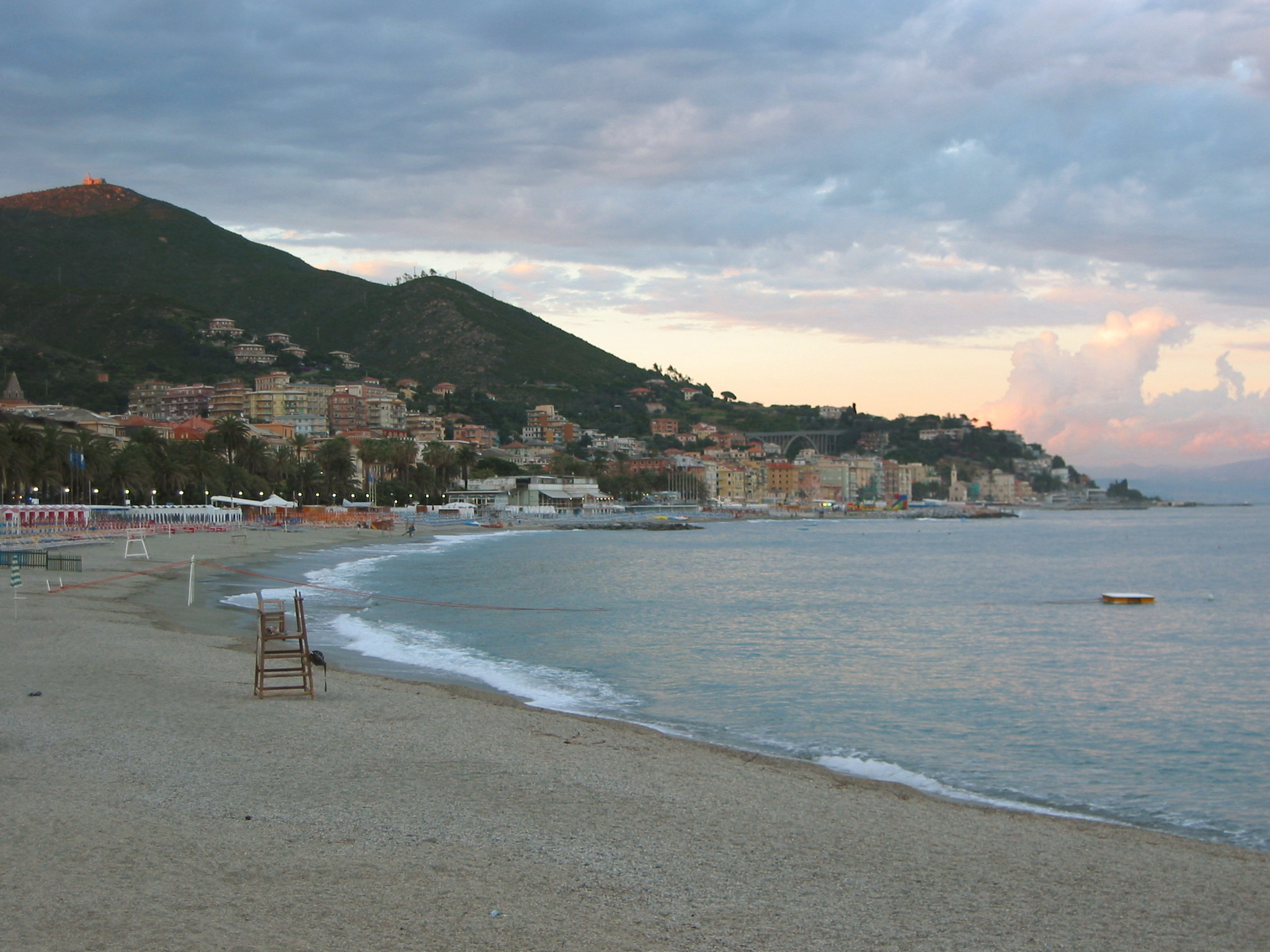
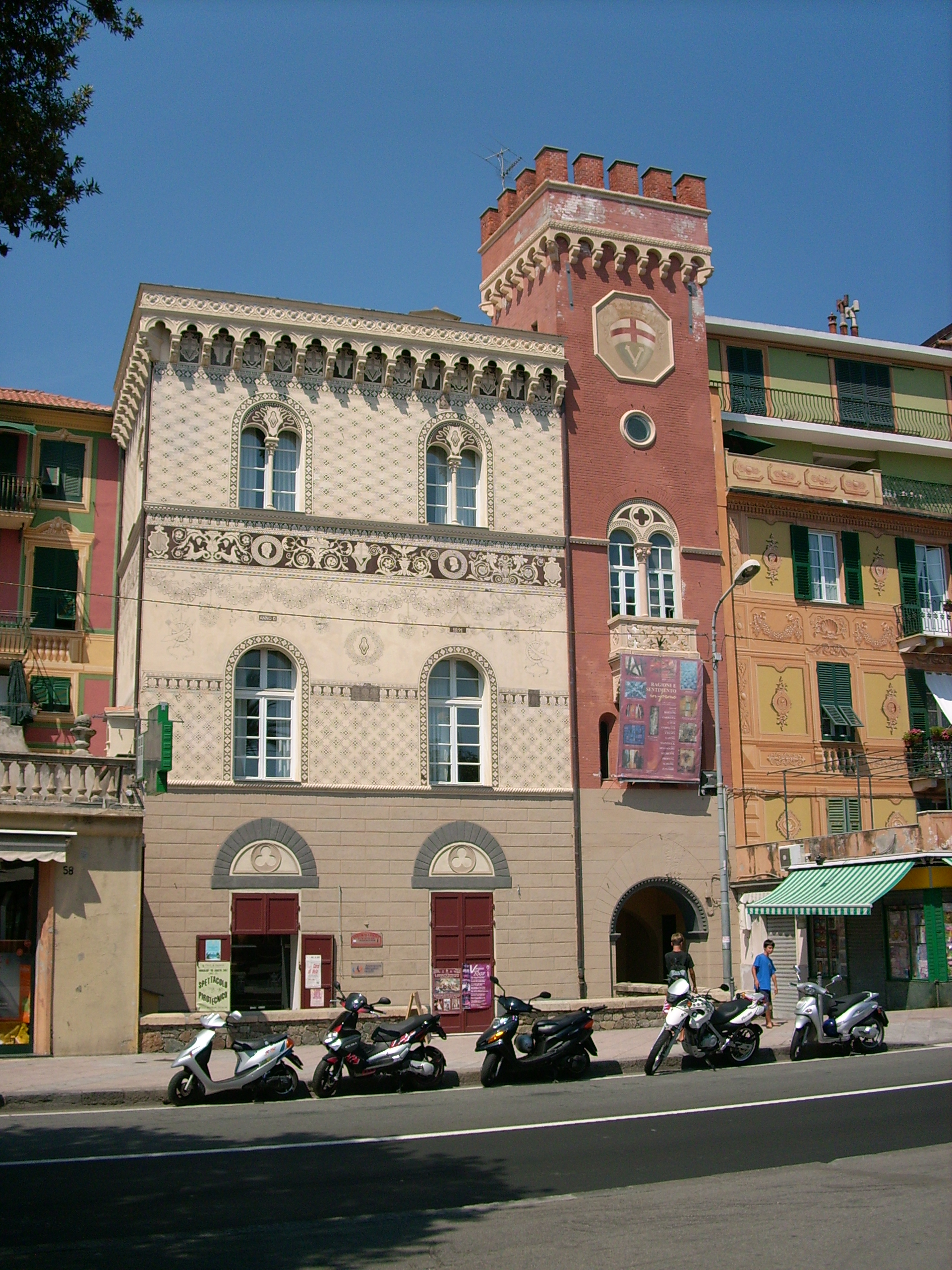
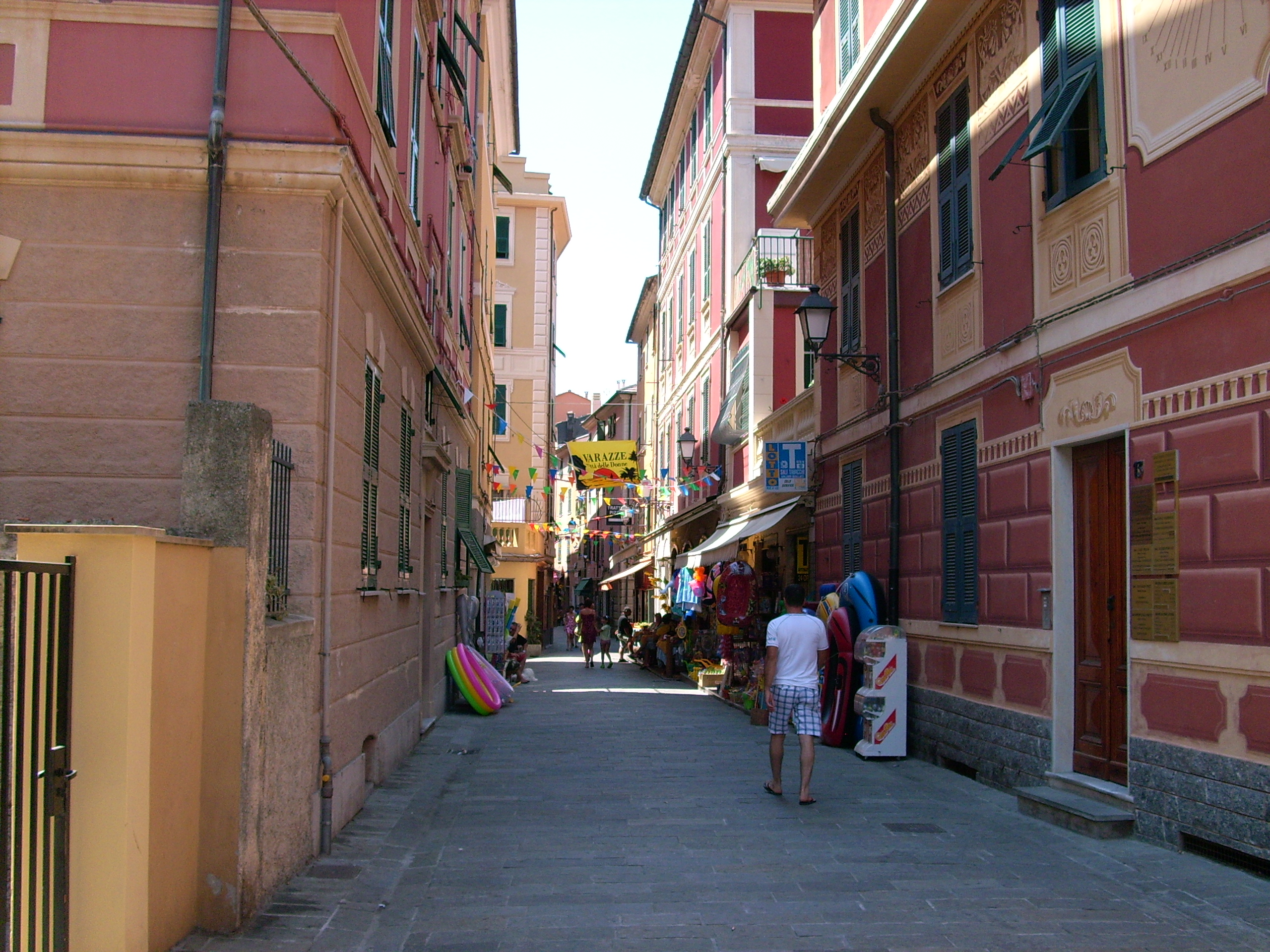
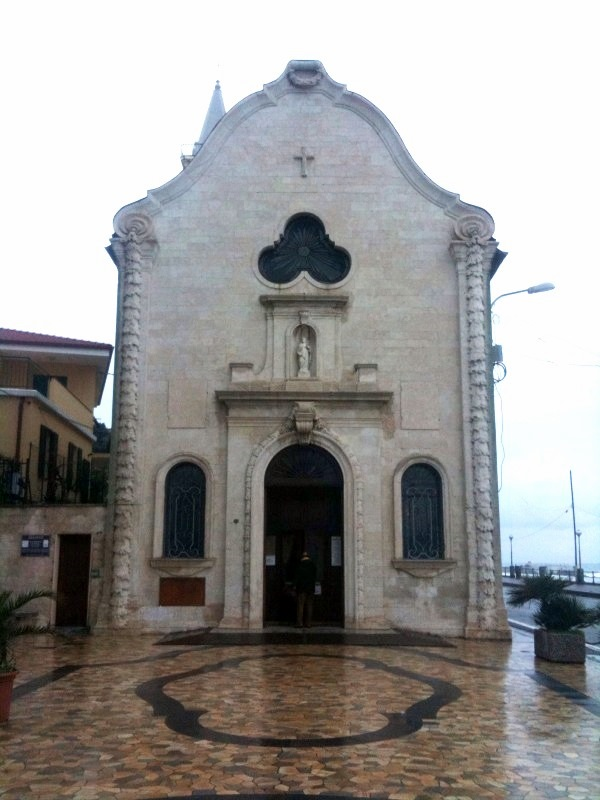